# لوئیس کاندومی
لوئیس کاندومی (انگلیسی: Luis Condomi; ۱۹ دسامبر ۱۹۴۸ – ۲۳ دسامبر ۲۰۱۴) بازیکن فوتبال اهل آرژانتین بود.